# قائمة أنظمة الكتابة
| [A]lphabetic                                                                       | [L]ogographic, [S]yllabic and [A]rtificially created                                   |
| الأبجد                                                                             | أبوجيدا                                                                                |
| كتابة لاتينية ألفبائية كيريلية ألفبائية يونانية أبجدية أرمنية نظم الكتابة الجورجية | مقاطع صينية [L] / بينيين (Latin script) [A] كانا [S] / كانجي [L] هانغل [A] / هانجا [L] |
| كتابة عربية كتابة عبرية                                                            | مخطوطات براهمية حروف جعزية تانة المقاطع اللفظية الأصلية الكندية                        |

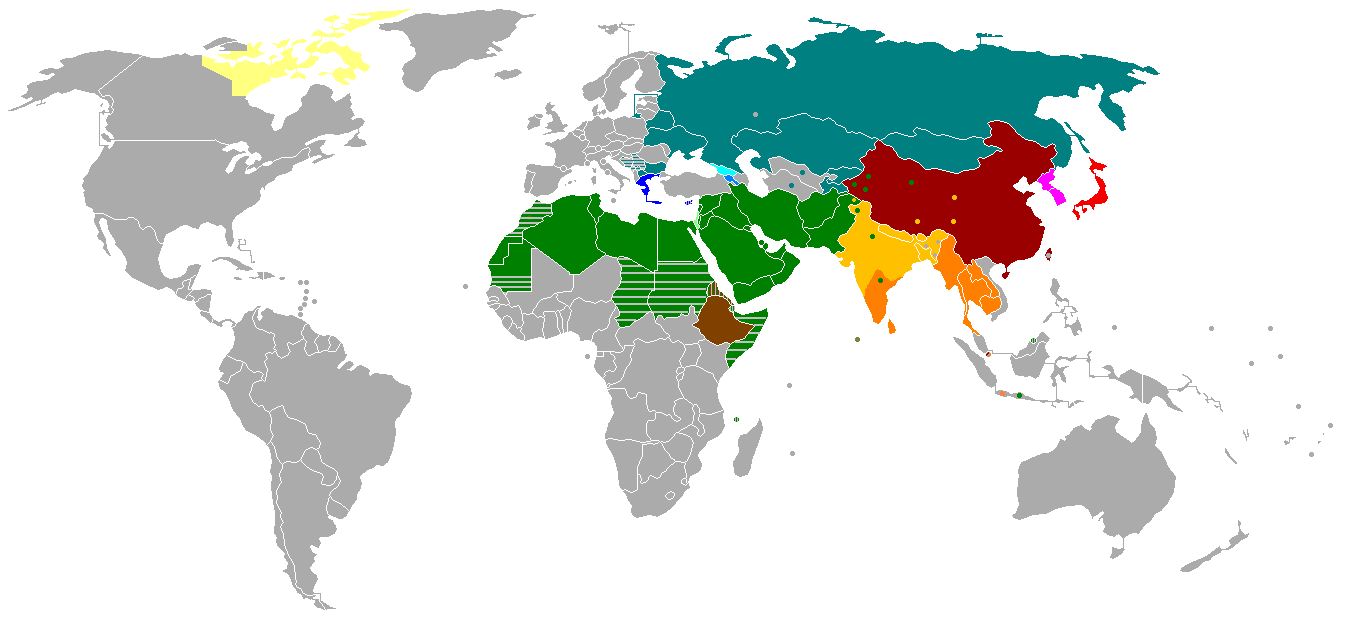
a ألفبائية وصفية.b Limited.

أنظمة الكتابة في العالم اليوم.

أنظمة الكتابة أو الأنظمة الكتابية (بالإنجليزية: Graphic systems أو writing systems أو scripts) مصنَّفة هنا وفقًا لبعض المميزات الشائعة. يَستعمل نحو 4000 لغة نظام كتابة قائمًا بالفعل.
يُذكر في البداية الاسم الشائع للنظام، يتبعه اسم اللغة أو اللغات التي تُكتب بذلك النظام (بين قوسين)، خصوصًا عند اختلاف اسمَي اللغة والنظام. وربما ذُكرت معلومات أو توضيحات أخرى عن النظام.

## أنظمة كتابة الرسوم الصورية أو الفكرية
المتعارف عليه أن أنظمة كتابة الرسم الفكري (تكون وحداتُ الكتابة فيها رسومًا فكرية تمثِّل مفاهيم أو أفكارًا، لا كلمات محددة في اللغة) وأنظمة الرسم الصوري (تكون وحدات الكتابة فيها صورًا رمزية) لا تعبِّر عن كل ما يمكن التعبير عنه باللغة، وهذا ما ذهب إليه عالما اللغويات جون دي فرانسيس وجيمس مارشال أونغر. وقد سلَّما باستحالة وجود نظام كتابة متكامل قائم على الرسم الفكري أو الصوري وحسب، فالنظام لا تكون له القدرة التعبيرية الكاملة للغة إلا إذا استطاع الإشارة إليها مباشرة. وقد عارض أونغر مزاعم دارت حول «رموز بليس» في كتاب الرسم الفكري الذي صدر في 2004.
صحيح أن بعض أنظمة الرسم الفكري أو الصوري ما زالت حتى الآن، لكن ليس إلى قراءتها سبيل، لأنه ليس بين اللغة والرمز فيها تقابُل. كان أغلب الظن أن الهيروغليفية نظام رسم فكري، قبل ترجمتها. وحتى الآن يظن بعضهم خطأً أن الصينية نظام رسم فكري. في بعض حالات أنظمة الرسم الفكري لا يستطيع قراءةَ النص بقدر من اليقين إلا الكاتبُ، وربما قيل إنها لا تُقرأ أصلًا، وإنما تُترجَم. الأفضل غالبًا اتخاذ هذه الأنظمة كمساعِدات ذاكرية للكلام الشفوي، أو مختصرات تمهيدية للتفصيل لاحقًا.
- أدِنْكرة، تُستعمل تقليديًّا في غانا الحديثة، بين جماعات من قبيل شعب الأشانتي.
- آزتيك – ناواتل – لبعض الأعلام خصائص صوتية.[3]
- طُمبة – ناكسي – غالبًا ما تُستعمل إلى جانب نظام غيبا المقطعيّ.
- إرسو شابا – إرسو
- صور كَيْدا الرمزية
- لُوزونا، تستعملها تقليديًّا جماعات عرقية في أنغولا الشرقية الحديثة وزامبيا الغربية الشمالية، وقرب مناطق في جمهورية الكونغو الديمقراطية، لا سيما جماعة تشوكوي ولوتشازي.
- كتابة الميغماك الهيروغليفية – ميغماك – لكن فيها عناصر صوتية.
- الميكستيك – الميكستيك
- نسيبيدي – إكوي، إفيك/إإبيبيو، إغبو
- «هيروغليفات» أُجيبوي
- سيغلاس بوفيراس
- التِّستيرية – تُستعمل في العمل التبشيري في المكسيك
- أنظمة الكتابة الأخرى لوسط أمريكا، عدا هيروغليفات المايا.

توجد أيضًا أنظمة رمزية تُستعمل في التعبير عن أشياء غير اللغة، أو لتمثيل لغات مؤلَّفة، منها:
- رموز بليس – نظام رسم فكري مؤلَّف، يُستعمل أساسًا في التواصل البصري.
- آي كُنجي – نظام رسم فكري مؤلَّف، يُستعمل أساسًا في التواصل الاجتماعي.
- أيزوتايب (لغة صورية).
- سُونا
- مجموعة واسعة من الرموز

وأيضًا في «النظام الخطي ب» و«الكتابة الاستبهامية» رسوم فكرية.

## أنظمة كتابة الرسوم اللفظية
في أنظمة الرسوم اللفظية تمثِّل الصور الرمزية كلمات أو مورفيمات (عناصر في الكلمات ذات معان، كما في mean-ing-ful)، لا عناصر صوتية.
يُلاحظ أنه ما من نظام رسوم لفظية متألِّف من تلك الرسوم وحدها. فجميعها يحوي وحدات خطية تمثل عناصر صوتية. وهذه العناصر الصوتية قد تُستعمل وحدها (للتعبير عن تصريفات نحوية أو كلمات أجنبية) أو بوصفها مكملات صوتية لرسم لفظي (لتحديد صوت رسم لفظي قد يعبِّر عن أكثر من كلمة).